# Una sporca eredità
Una sporca eredità (Original Sin) è un film per la televisione, del 1989, diretto da Ron Satlof.